# Runde
Runde est une île de l'archipel de Sørøyane, dans la commune de Herøy, du comté de Møre og Romsdal, à l'ouest de la Norvège. L'île est connectée par un pont à l'île de Remøya. 
L'île est célèbre pour accueillir une grande colonie d'oiseaux de mer sur ses falaises, estimées à 500 000 à 700 000 oiseaux. Il s'agit en majorité de macareux moine, de mouette tridactyle et de guillemot de Troïl.

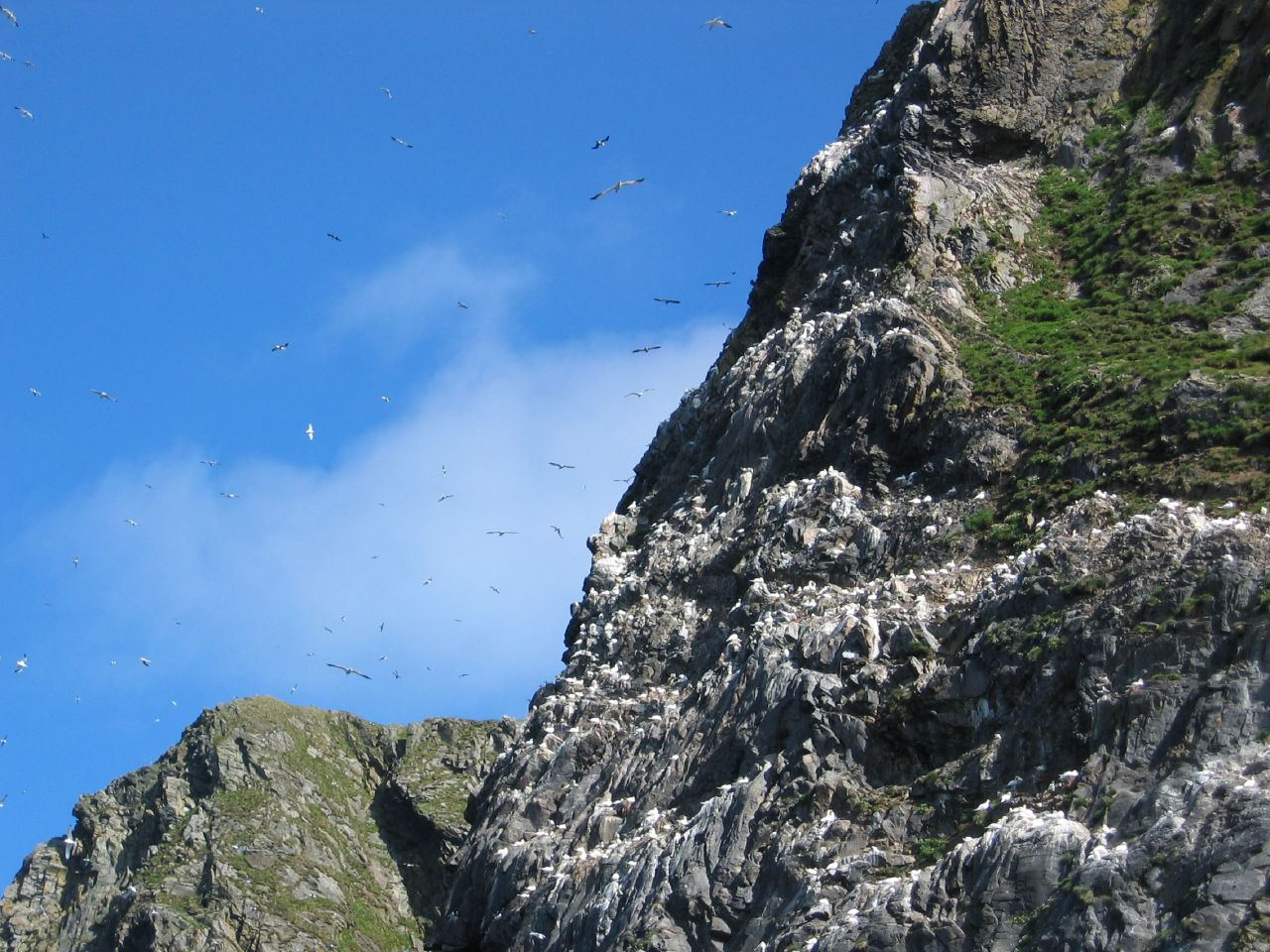
Falaises à oiseaux à Runde